# Falling in Reverse
Pour les articles homonymes, voir FIR.
Falling in Reverse (FIR) est un groupe américain de rock alternatif, originaire de Las Vegas, dans le Nevada. Il est formé par Ronnie Radke, ancien chanteur du groupe Escape the Fate.
Le premier album de Falling in Reverse, The Drug In Me Is You, est publié le 26 juillet 2011. Leur deuxième album, Fashionably Late, est publié le 18 juin 2013. Leur troisième album, Just Like You, est publié en mi-février 2015. Leur quatrième album, Coming Home, est publié le 6 janvier 2016. Et enfin, leur cinquième album, Popular Monster, est publié le 16 août 2024.

## Historique

### Formation (2008–2010)
En 2008, le chanteur Ronnie Radke s'implique dans une altercation à Las Vegas qui mènera à l'assassinat par balle de Michael Cook, 18 ans. Radke n'a pas tiré sur Cook, mais il est accusé de complicité. Il est arrêté en juin 2008, mois durant lequel il devra purger deux ans de prison,.
Sorti de son incarcération, le 12 décembre 2010, Ronnie Radke décide de refonder un nouveau groupe. Il demande alors à son ami Nason Schoeffler s'il veut faire partie de son groupe. Ce dernier accepte et d'autres membres sont recherchés. Nick Rich et Anthony complètent le groupe. Nick Rich (batteur) quitte le groupe et est remplacé par Oskar puis Scott Gee (ancien batteur du groupe LoveHateHero). Anthony est remplacé par Jacky Vincent et Derek Jones s'ajoute au groupe en tant que guitariste.
Le groupe est initialement nommé From Behind These Walls mais changera de nom pour Falling in Reverse car un groupe portait déjà ce nom. Leur Démo, sortie en 2009, inclut des chansons sans la voix de Radke, la chanson Listen Up enregistrée lorsque Ronnie avait 18 ans et la chanson The Worst Time enregistrée lorsque Ronnie était en prison. En avril 2011, Nason Schoeffler (bassiste) quitte le groupe pour son propre projet avec Nick Rich. Un nouveau bassiste est alors recherché. L'enregistrement de leur premier album prend alors du retard. Mika Kazuo Horiuchi répondra à cet appel et le batteur Ryan Seaman (précédemment dans le groupe The Bigger Lights) remplacera Scott Gee.

### The Drug In Me Is You(2011–2012)
Le producteur de cet album, Michael « Elvis » Baskette, est le même que pour l'album Dying Is Your Latest Fashion. La première chanson Raised by Wolves est disponible depuis le 7 juin, et le single The Drug In Me Is You depuis le 28 juin accompagné d'un clip. Leur premier album, The Drug In Me Is You est annoncé sur leur page MySpace pour le 26 juillet,. 18 000 copies ont été vendues la première semaine et l'album a atteint la position 19 au Billboard 200. Le 24 octobre 2011 marque la sortie du clip de leur deuxième single I'm Not A Vampire.
En 2012, Mika Kazuo Horiuchi est remplacé par Ronnie Ficarro . L'été 2012, le groupe jouera au Vans Warped Tour pour cinq jours, en Main Stage plusieurs concerts avec Eyes Set To Kill, The Used et For All Those Sleeping.

### Fashionably Late(2012–2014)
Avant l'annonce officielle de la sortie de l'album, le groupe postait déjà de nombreux teasers sur les réseaux sociaux (notamment Twitter). Lui et le bassiste Ron Ficarro tweetent des photos d'eux en studio en train de travailler sur de la nouvelle musique. Ronnie Radke déclare lors d'une interview : « Notre premier album était tellement vindicatif, amer et rancunier... Tout le monde se demande ce sur quoi je vais chanter ensuite. Quand les gens entendront les nouvelles chansons,  je vous promets qu'ils vont devenir dingues. C'est à des années lumière de mon dernier album. Nous avons déjà fait des démos de chansons au moment où je vous parle, et je vous le dis, les gens vont sérieusement perdre la tête. »
Falling In Reverse a participé au festival Dirtfest 2012. Au cours de leur performance dans le Michigan, Ronnie a annoncé à la foule que ce serait leur dernier concert avant de retourner en studio pour se consacrer à plein temps à la création du deuxième album du groupe. Ronnie a également déclaré dans une interview qu'ils seraient en studio fin 2012 avec des démos et déjà l'espoir d'une sortie au début de 2013.
Dans le numéro 1 442 du magazine britannique Kerrang!, Radke déclare que « l'album est terminé ! C'est tout ce que nous avons fait après le Warped Tour. Nous n'avons simplement rien dit à personne ! ». Il déclare également que l'album « [sortira] début de l'année [2013]. ». Le 7 mai, le groupe sort le premier single et clip, Alone, et révèle le titre de l'album, Fashionably Late, ainsi que l'illustration de l'album et la date de sortie, la fixant au 18 juin 2013. La chanson, un mélange de metalcore et de rap, a causé un véritable tollé chez les fans, complètement pris au dépourvu. Radke a expliqué que pour cette chanson, il a voulu mélanger son genre d'origine avec un de ses genres préféré, pour expérimenter. Il a fait exprès de remplir tous les clichés (grosses voitures de luxe, filles sexy dansant sensuellement, paroles attaquant ceux qui insultent Ronnie, autotune...).
Pour promouvoir l'album, Falling In Reverse part en tournée de mai à juillet 2013, en passant par le Vans Warped Tour 2013. Cependant, le 13 mai, le groupe annonce sur Twitter que la tournée et les dates du Warped Tour étaient annulées en raison de la naissance imminente du premier enfant de Ronnie Radke, déclarant qu'il devait être aux côtés de sa compagne. Le 21 mai, la chanson-titre de l'album, Fashionably Late, sort en tant que deuxième single. Celle-ci, plus dans le style de l'« ancien » Falling In Reverse, eut un meilleur impact auprès des fans. Plus tard, le 30 mai, la chanson Born to Lead, du metalcore pur, est diffusée sur YouTube. Le 12 juin, l'album entier a été posté sur YouTube par Epitaph Records, permettant aux fans d'écouter l'album avant la date de sortie officielle. À la suite de l'annulation de dates pour leur tournée et Warped Tour, Falling In Reverse a célébré la sortie avec une performance spéciale, le 18 juin, au Roxy à Hollywood, en Californie, où Escape The Fate s'était produit deux semaines plus tôt. L'ensemble d'une heure a été diffusée en ligne et présenté par Hot Topic.

### Just Like You(2014–2016)

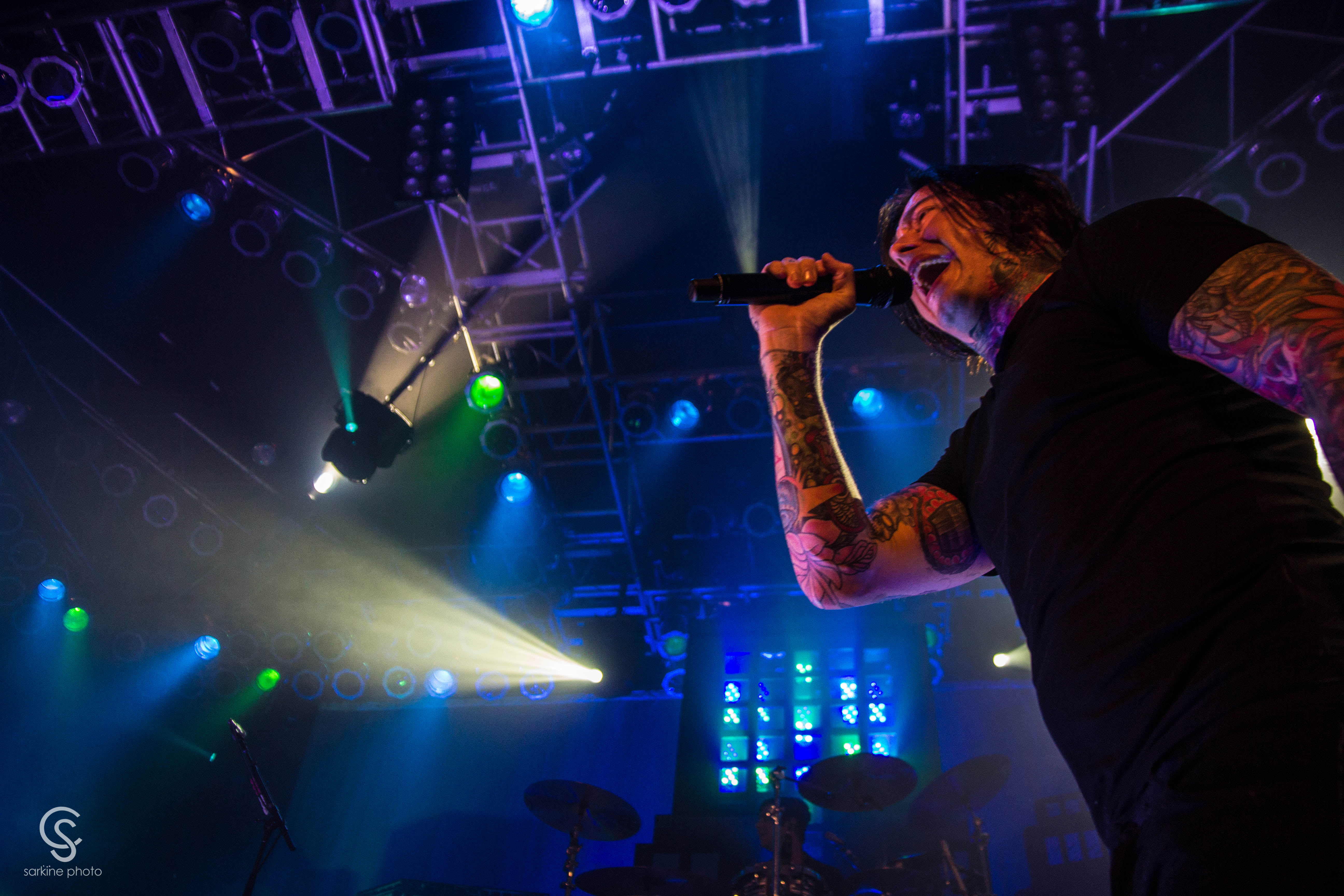
Falling in Reverse au House of Blues à la tournée Super Villains Tour en 2015.

Lors d'un entretien avec MTV, Radke explique qu'un nouvel album se profile à l'horizon et n'aura rien à voir (aucun morceau rap) avec le single Alone, issu de Fashionably Late. Radke explique par la suite que ce troisième album sera plus comme une « suite » de Dying Is Your Latest Fashion du groupe Escape the Fate.
En août 2014, le groupe est annoncé en soutien à Black Veil Brides à leur tournée américaine en tête d'affiche entre octobre et novembre appelée The Black Mass, puis en soutien à Set It Off et Drama Club. Le 6 octobre 2014, le départ de Max Green est annoncé. Le 15 décembre 2014, le premier single du troisième album Just Like You, intitulé God, If You Are Above... est publié. Le 13 janvier 2015, le groupe publie son deuxième single Guillotine IV (The Final Chapter), issu de l'album. Just Like You est publié le 24 février 2015. Ce même mois, le bassiste de tournée, Jonathan Wolfe, est remplacé par Zakk Sandler comme membre permanent.
Le 17 février 2015, Just Like You est publié dans son intégralité en streaming.
Le 30 octobre 2015, le guitariste Jacky Vincent quitte le groupe en bons termes avant que Falling in Reverse ne tourne avec Attila, Metro Station et Assuming We Survive. Le 4 novembre 2015, Christian Thompson confirme être le nouveau guitariste du groupe. La vidéo du single Chemical Prisoner est publié le 21 janvier 2016.

### Coming Home(depuis 2016)
Le 6 janvier 2016, les membres annoncent travailler sur un nouvel album qui est annoncé pour cette année au label Epitaph Records,. Le 19 décembre, le groupe publie officiellement son premier single, Coming Home. En janvier 2017, Radke commence à jouer de la guitare pour le groupe. Le 20 janvier 2017, le groupe annonce l'album Coming Home. Des rumeurs sont lancées selon lesquelles le batteur Ryan Seaman se serait séparé du groupe.
Le 21 avril 2020, Ronnie Radke annonce via Instagram le décès de Derek Jones. La cause du décès a été révélée plus tard dans le livre I Can Explain de Ronnie Radke comme étant un hématome sous-dural.
En 2024, la formation américaine sort leur dernier album intitulé Popular Monster.

## Membres

### Membres actuels
- Ronnie Radke – chant, piano (depuis 2008), guitare rythmique (depuis 2017)
- Christian Thompson – guitare solo, guitare rhythmique, chœurs (depuis 2020)
- Max Georgiev - guitare solo, guitare rhythmique, chœurs (depuis 2018)
- Tyler Burgess – bass, chœurs (depuis 2018)
- Luke Holland - Batterie (depuis 2023)

### Anciens membres
- Gilbert Catalano – guitare (2008)
- Nick Rich – batterie (2008-2009)
- Anthony Avila – guitare (2008-2009)
- Oskar Garcia – batterie (2009-2010)
- Nason « Nasty » Schoeffler – basse, chœurs (2008-2011)
- Scott Gee – batterie (2011)
- Mika Kazuo Horiuchi – basse (2011)
- Ronnie Ficarro - basse (2012-2014)
- Max Green – basse (2014)
- Jacky Vincent – guitare (2009-2015)
- Ryan Seaman – batterie (2011-2017)
- Christian Thompson – guitare solo, chœurs (2015-2018)
- Zakk Sandler – basse, clavier, percussion, guitare rythmique, chœurs (2015-2019)
- Derek Jones – guitare rythmique, chœurs (2009-décédé en 2020)
- Brandon "Rage" Richter – batterie, percussion (2018)
- Johnny Mele – batterie, percussion, chœurs (2019-2021)
- Wes Horton – basse, chœurs (2021-2022)

### Membres de tournée
- Jonathan Wolfe – basse, chœurs (2014-2015)
- Chris Kamrada – batterie, percussion (2017)
- Michael Levine – batterie, percussion (2017-2018)
- Anthony Ghazel – batterie, percussion (2018)
- Christian "CC" Coma – batterie, percussion (2019)
- Marc Okubo – guitare rythmique (depuis 2024)

## Discographie

### Albums studio
- 2011 : The Drug In Me Is You
- 2013 : Fashionably Late
- 2015 : Just Like You
- 2017 : Coming Home
- 2024 : Popular Monster

### Singles
- 2011 : Raised by wolves
- 2011 : The drug in me is you
- 2011 : I'm not a vampire
- 2012 : Pick up the phone
- 2012 : Good girls bad guys
- 2013 : Alone
- 2013 : Fashionably late
- 2013 : Born to lead
- 2014 : God if you are above
- 2018 : Losing my mind
- 2018 : Losing my life
- 2019 : Drugs
- 2019 : Popular monster
- 2020 : The drug in me is reimagined
- 2020 : Carry on
- 2021 : I'm not a vampire (revamped)
- 2022 : Zombified
- 2022 : Voices in my head
- 2023 : Watch the World burn
- 2023 : Last resort (reimaginined)
- 2024 : Ronald (feat. Tech N9ne & Alex Terrible)
- 2024 : All My Life (feat. Jelly Roll)
- 2024 : Prequel
- 2025 : God Is A Weapon (feat. Marilyn Manson)